# The Word and the Music
The Word and the Music is een muziekalbum van Rick Wakeman. Het album bevat new agemuziek met Bijbelteksten voorgedragen door de toenmalige mevrouw Wakeman. Tevens bevat het een 70 jaar oud gedicht (1996) opgedragen aan de moeder van Wakeman. Het album is opgenomen in juni 1996 in de privéstudio van Wakeman Bajonor Studio op Man.  Het album is moeilijk te krijgen, omdat Hope Records failliet ging.

## Musici
- Rick Wakeman – toetsinstrumenten
- Nina Carter - spreekstem

## Tracklist
| Nr. | Titel              | Duur  |
| --- | ------------------ | ----- |
| 1.  | The story of Noach | 8:30  |
| 2.  | The birth of Moses | 5:07  |
| 3.  | The fiery furnace  | 7:46  |
| 4.  | The lion’s den     | 6:30  |
| 5.  | Nature             | 2:38  |
| 6.  | Praise             | 1:08  |
| 7.  | Salvation          | 5:17  |
| 8.  | Gideon’s army      | 14:16 |
| 9.  | Deborah            | 5:22  |